# キハウス民俗音楽祭
キハウス民俗音楽祭は、毎年7月に東フィンランド、北カレリア地方に位置するレーッキュラ(Rääkkylä)という村で開催されている民俗音楽祭である。

## 歴史
1970年代、ヘイネフパ(Heinähupa)と呼ばれる小さなお祭りが開かれる。これは夏祭りの一環として、ダンスをしたり、演劇を披露したりする地元に密着したものだった。
1980年代に入ると、その地位を高めつつあった民俗音楽が、この村でも大きく取り上げられ始める。地元の音楽家たちの中からいくつものバンドが生まれる。
1990年初頭、地元の民俗音楽を紹介する音楽祭を作るという構想が沸きあがり、1991年7月、第一回キハウス民俗音楽祭が開催された。当初2日間のみであったフェスティヴァルも、非常に好評であったため、2回目からは4日間に延長された。
1992年、フィンランド・フェスティヴァルズに正式登録される。

## 組織
キハウス民俗音楽祭は、1991年に設立されたレーッキュラ民俗音楽協会によって運営されている。この協会は、毎年のフェスティヴァルを運営することと、民俗音楽教育を行うことを目的とした非営利団体である。ヨエンスー公立音楽学校と連携し、民俗音楽に関する3年間の普通過程とその他の短期課程、修士課程を設け、民俗音楽教育に努める一方、各種刊行物を発行し、一般に対する民俗音楽の普及に尽力している。

## バンド
キハウス民俗音楽祭を通じて世に出たミュージシャンとして、ヴァルッティナ(Värttinä)は特に有名である。それ以外にも、1994年に出演して以来注目を集めるようになったブーラカット(Burlakat)も有名である。